# Parafia Zesłania Ducha Świętego w Krasnobrodzie
Parafia Zesłania Ducha Świętego w Krasnobrodzie – parafia należąca do dekanatu Krasnobród diecezji zamojsko-lubaczowskiej. Kościół parafialny wybudowany na przełomie XX i XXI wieku. Mieści się przy ulicy Sanatoryjnej.
Parafia obejmuje: część gminy Krasnobród (Hutki, Podzamek) oraz gminy Adamów (Adamów, Bródki, Jacnia, Potoczek).